# 日鉄鉱業
日鉄鉱業株式会社（にってつこうぎょう、英：Nittetsu Mining CO., Ltd.）は、東京都に本社を置く、石灰石の採掘や銅鉱山の開発・操業などを行っている企業。かつて、堂島関東証券（現・内藤証券）の筆頭株主であった。
証券業界では「日鉄山（にってつやま）」と呼ばれる。

## 事業部門
- 資源部門（石灰石の採掘など）
- 金属部門（銅鉱山の開発・操業、電気銅の製錬事業など）
- 環境部門
- 機械部門
- 不動産部門
- 資源開発部門
- 研究開発部門

## 事業所所在地
- 本社 - 東京都千代田区丸の内2丁目3-2郵船ビル6F
- 研究開発部 - 東京都西多摩郡日の出町平井8-1
- 支店
  - 北海道支店 - 札幌市中央区南2条東1-1-14住友生命札幌中央ビル3F
  - 東北支店 - 仙台市青葉区本町1-2-20
  - 大阪支店 - 大阪市淀川区宮原3-5-24
  - 九州支店 - 福岡市中央区天神4-1-1
  - シドニー事務所 - オーストラリアシドニー
  - 台湾事務所 - 台湾台北市
- 営業所
  - 君津営業所 - 千葉県木更津市築地1-1
  - 岡山営業所 - 岡山市北区下石井2-1-3
  - 名古屋営業所 - 名古屋市中区錦3-6-35
  - 広島営業所 - 広島市西区横川町1-6-13
  - 室蘭営業所 - 北海道室蘭市中島町2-17-15
  - 苫小牧営業所 - 北海道苫小牧市表町3-2-12
- 鉱山
  - 東鹿越鉱業所 - 北海道空知郡南富良野町字東鹿越365
  - 尻屋鉱業所 - 青森県下北郡東通村尻屋字八峠2-61
  - 栃木事業所 - 栃木県佐野市仙波町1599
  - 井倉鉱業所 - 岡山県新見市井倉527-1
  - 鳥形山鉱業所 - 高知県須崎市下分乙1111
  - 大分事業所 - 大分県津久見市小園町7-6
  - 鹿児島事業所 - 鹿児島県霧島市牧園町万膳字銀湯1468-45
- 工場・採石所
  - 長尾山採石所 - 大阪府箕面市下止々呂美467
  - 山口採石所 - 福岡県飯塚市山口1147-1
  - 常盤採石所 - 札幌市南区常盤492
  - 野木工場 - 栃木県下都賀郡野木町野木922-2
  - 日の出工場 - 東京都西多摩郡日の出町平井6-15
  - 白老チップ工場 - 北海道白老郡白老町字竹浦343-9

## 沿革
- 1899年（明治32年） - 官営八幡製鉄所の原料部門として、二瀬炭鉱（福岡県嘉穂郡鎮西村 / 現・飯塚市）が創業。
- 1934年（昭和9年）1月 - 官営八幡製鉄所を中心に民間製鉄5社の現物出資により、日本製鐵が発足。
- 1939年（昭和14年）5月 - 石炭、鉄鉱石、石灰石等の製鉄原料の総合開発と安定供給を目的として、日本製鐵の鉱山部門が独立し、資本金5,000万円をもって設立。二瀬鉱業所、釜石鉱業所、倶知安鉱業所、赤谷鉱業所を継承。
- 1943年（昭和18年）2月 - 東鹿越鉱業所を開設。
- 1950年（昭和25年）
  - 8月 - 井倉鉱業所を開設。
  - 10月 - 津久見鉱業所（現・大分事業所）を開設。
  - 12月 - 船尾鉱業所（現・連結子会社「船尾鉱山」）を開設。
- 1951年（昭和26年）
  - 10月 - 葛生鉱業所（現・栃木事業所）を開設。
  - 11月 - 関東証券の経営に参画（1953年（昭和28年）4月　資本参加）。
- 1954年（昭和29年）3月 - 株式上場。
- 1956年（昭和31年）5月 - 炭鉱機械メーカーであった幸袋工作所に資本参加することにより、機械事業へ進出。
- 1957年（昭和32年）4月 - 八茎鉱業所（現・「八茎砕石」）を開設。
- 1958年（昭和33年）4月 - 尻屋鉱業所を開設。
- 1959年（昭和34年）5月 - 三鷹研究所を開設。
- 1961年（昭和36年）9月 - 営業部門の強化を目的として新和商事（現・連結子会社）を設立。
- 1963年（昭和38年）
  - 1月 - 鉱山コンサルタント部門を分離し、日鉄鉱山コンサルタント（現・連結子会社「日鉄鉱コンサルタント」）を設立。
  - 3月 -  北上産業（現・連結子会社「日鉄鉱建材」）に資本参加。
- 1964年（昭和39年）7月 - 長尾山採石所を開設。
- 1965年（昭和40年）10月 - 久原採石所（現・山口採石所）を開設。
- 1966年（昭和41年）11月 -  日本ボールバルブ（現・連結子会社）に資本参加。
- 1968年（昭和43年）11月 - 三井金属鉱業株式会社他との共同出資により、日比共同製錬株式会社を設立。
- 1970年（昭和45年）11月 -  足立石灰工業との共同出資により、アテツ石灰化工（現・連結子会社）を設立。
- 1971年（昭和46年）4月 - 鳥形山鉱業所を開設。
- 1972年（昭和47年）
  - 4月 - 日本セメント（現・太平洋セメント）他との共同出資により、津久見共同採掘（現・連結子会社）を設立。
  - 6月 - 伊王島鉱業所の閉山をもって石炭生産部門から撤退。
- 1973年（昭和48年）
  - 2月 - 直営生コン工場を分離し、日鉄鉱道南興発（現・連結子会社）を設立。
  - 10月 - 機械営業部門を設置。
- 1975年（昭和50年）3月 - カレザリ銅鉱山（イラン）の操業を開始。
- 1977年（昭和52年）1月 - 重機整備部門の拡大を目的として津久見車輛整備工業（現・連結子会社）の株式を取得。
- 1979年（昭和54年）3月 - 釜石鉱業所を廃止し、釜石鉱山（現・連結子会社）を設立。
- 1979年（昭和54年）3月 - 津久見鉱業所の支山を分離し、四浦珪石（現・連結子会社）を設立。
- 1980年（昭和55年）1月 - 幸袋工作所の子会社であった嘉穂製作所（現・連結子会社）の全株式を取得。
- 1985年（昭和60年）4月 - 化成品営業部門を設置。
- 1988年（昭和63年）10月 - 久原採石所を山口採石所に改称。
- 1989年（平成元年）
  - 4月 - 不動産事業部門を設置。
  - 4月 - 三鷹研究所を研究開発センターに改称。
- 1991年（平成3年）
  - 1月 - エル・ロブレ銅鉱山（コロンビア）の操業を開始。
  - 12月 - カレザリ銅鉱山をイラン銅公社に売却。
- 1993年（平成5年）10月 - チリ共和国での銅鉱山開発のため、日鉄鉱チリ（現・連結子会社）を設立。
- 1994年（平成6年）10月 - 研究開発センターを東京都日の出町に移転。
- 1997年（平成9年）3月 - 古河機械金属株式会社などとの共同出資により、オーストラリアにポート・ケンブラ・カパー社を設立。
- 1998年（平成10年）
  - 5月 - 千葉県袖ケ浦市に袖ヶ浦物流センターを開設。
  - 6月 - エル・ロブレ銅鉱山をコロンビア法人に売却。
  - 7月 - 堂島証券が合併し、堂島関東証券が発足。
- 2003年（平成15年）
  - 1月 - アタカマ銅鉱山（チリ）の試操業を開始（同年6月より本格操業に移行）。
  - 3月 - 幸袋工作所の破砕機事業を同年１月に設立した幸袋テクノ（現・連結子会社）に移管し、幸袋工作所を解散。
- 2006年（平成18年）
  - 1月 - 津久見鉱業所が行っていた石灰石加工・出荷業務を引き継ぐため、津久見石灰石（現・連結子会社）を設立。
  - 6月 - ポート・ケンブラ・カパー社株式を古河メタルリソースへ譲渡し、同社の経営から撤退 。
- 2008年（平成20年）
  - 4月 - 三井鉱山（現・日本コークス工業）の子会社であった北海道共同石灰（現・連結子会社「北海道石灰化工」）の全株式を取得。
  - 6月 - 堂島関東証券の行う自己株式取得に応じ、当社保有の全株式を売却し、証券事業から撤退。
- 2009年（平成21年）3月 - 葛生鉱業所が行っていた石灰石採掘・加工業務を引き継ぐため、葛生石灰砕石（現・連結子会社）を設立。
- 2013年（平成25年）
  - 3月 - 子会社の日鉄鹿児島地熱が行っていた地熱蒸気及び熱水供給の業務を引き継ぐため、霧島地熱（現・連結子会社）を設立。
  - 4月 - 子会社の日鉄鹿児島地熱を吸収合併。鹿児島事業所を開設。
  - 10月 - 新日鐵住金の保有する住金鉱業（現・八戸鉱山）株式（持分比率70%）を譲り受け、連結子会社とする。

## 関連会社
鉱山関係
- 釜石鉱山株式会社
- 八茎砕石株式会社
- 船尾鉱山株式会社
- 津久見石灰石株式会社
- 八戸鉱山株式会社（旧・住金鉱業）
- 四浦珪石株式会社
- 津久見共同採掘株式会社
- 葛生石灰砕石株式会社
- アタカマ・コーザン鉱山特約会社（チリ）

機械関係
- 株式会社幸袋テクノ
- 津久見車輛整備工業株式会社
- 株式会社嘉穂製作所
- 日本ボールバルブ株式会社
- 上海晋華環境浄化工程有限公司（中国）

商事・サービス関係
- 日鉄鉱コンサルタント株式会社
- 新和商事株式会社
- 日鉄鉱建材株式会社
- アイ総合技術株式会社

製造加工関係
- 日鉄鉱道南興発株式会社
- 日比共同製錬株式会社
- アテツ石灰化工株式会社
- 北海道石灰化工株式会社
- 霧島地熱株式会社

## スポーツ活動
- 日鉄二瀬硬式野球部（社会人野球）
  - 二瀬鉱業所で活動していた。プロ野球OBの濃人渉が監督であった1949年（昭和24年） - 1959年（昭和34年）には1952年と1958年の2度都市対抗野球大会で準優勝を達成した。また、プロ野球で活躍する選手も多数輩出した。

- 日鉄北松硬式野球部（社会人野球）
  - 長崎県北松浦郡鹿町町を本拠地とし、北松炭田を統括していた北松鉱業所で1954年から1960年にかけて活動していた。1959年の都市対抗野球に出場。

## 在籍した著名人
政治家・実業家
- 平生釟三郎 - 日鉄鉱業会長、元文部大臣
- 藤田俊三 - 日鉄鉱業取締役、岩手木炭製鉄会長
- 上松陽助 - 日鉄鉱業社員、元岐阜県知事

プロ野球選手（日鉄二瀬硬式野球部出身者）
- 森田実 - 元プロ野球選手
- 寺田陽介 - 元プロ野球選手
- 古葉竹識 - 元プロ野球選手・元プロ野球監督・元東京国際大学硬式野球部監督
- 江藤愼一 - 元プロ野球選手
- 吉田勝豊 - 元プロ野球選手
- 井洋雄 - 元プロ野球選手
- 黒木基康 - 元プロ野球選手
- 小沢馨 - 元プロ野球選手
- 三船正俊 - 元プロ野球選手